# Tigeaux
Tigeaux – miejscowość i gmina we Francji, w regionie Île-de-France, w departamencie Sekwana i Marna.
Według danych na rok 1990 gminę zamieszkiwały 343 osoby, a gęstość zaludnienia wynosiła 56 osób/km² (wśród 1287 gmin regionu Île-de-France Tigeaux plasuje się na 899. miejscu pod względem liczby ludności, natomiast pod względem powierzchni na miejscu 603.).